# Habib Koité

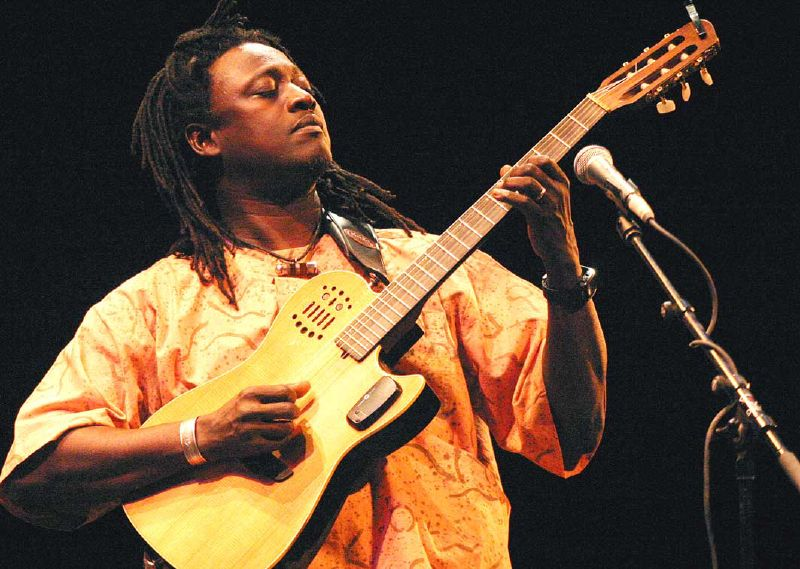
Habib Koité

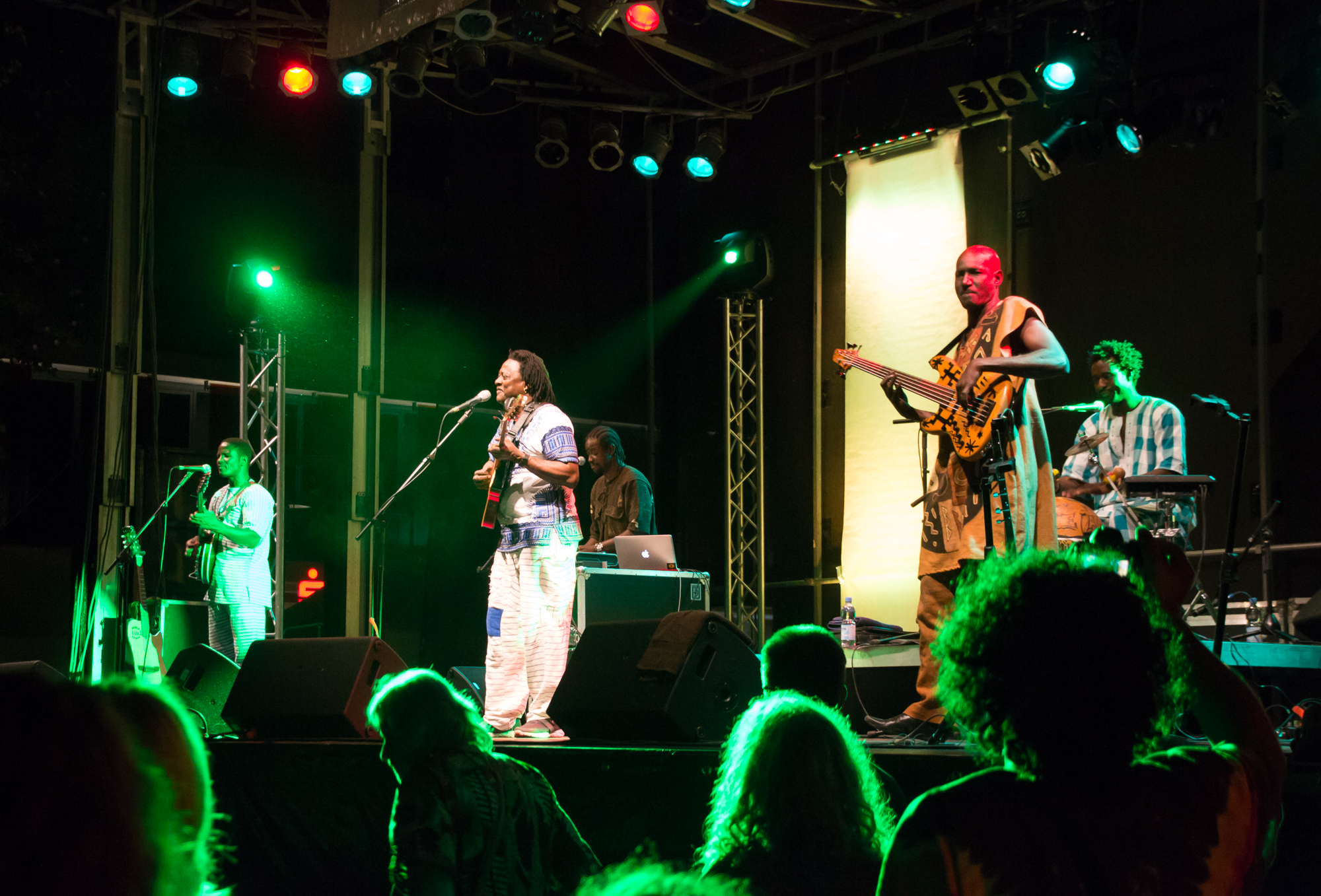
Habib Koité und Band 2014 in Detmold

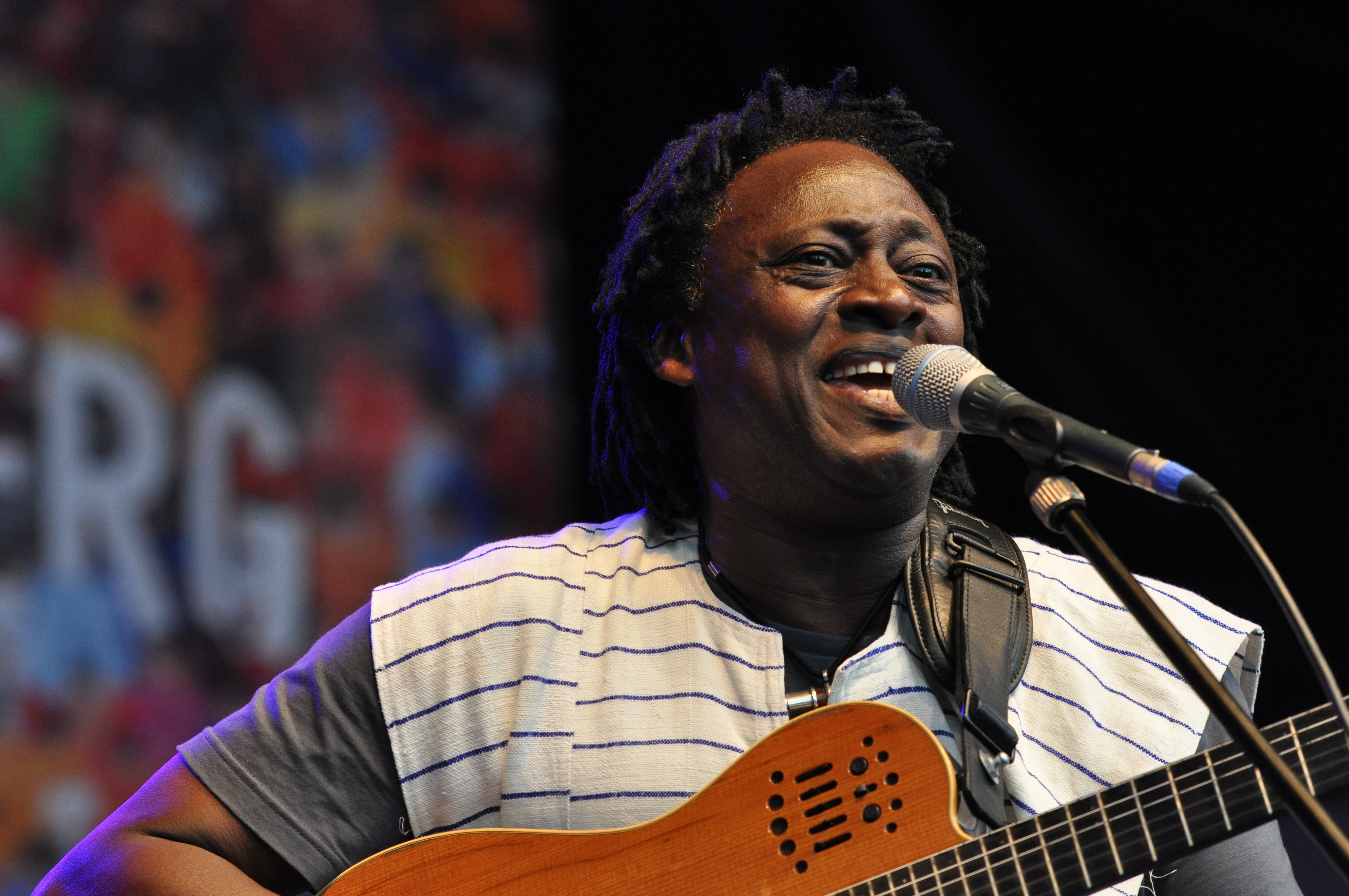
Habib Koité 2014 beim Bardentreffen in Nürnberg

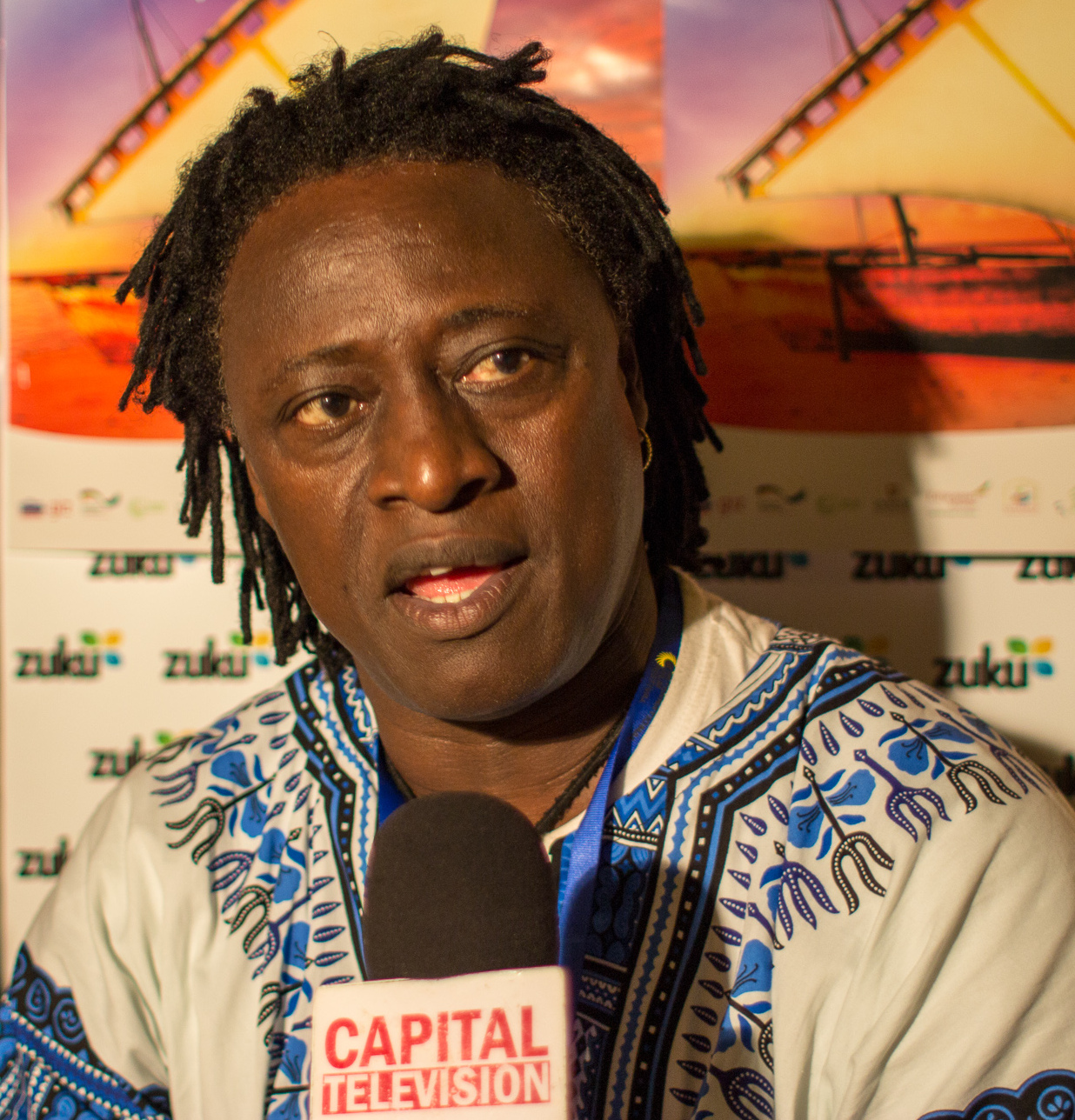
Habib Koité auf dem Zanzibar International Film Festival, 2014

Habib Koité (* 1958 in Thiès, Senegal) ist ein malischer Musiker, der in Bamako, der Hauptstadt Malis lebt. Er ist ein bekannter Musiker, Gitarrist und Sänger. Mit seiner Gruppe Bamada, die er 1988 zusammen mit langjährigen musikalischen Weggefährten gründete, gab er zahlreiche Konzerte in aller Welt.

## Lebenslauf
Habib Koité entstammt einer Kassonké-Griot-Familie. Sein Vater arbeitete bei der Eisenbahn (Linie Dakar, Senegal bis Bamako, Mali) und die Familie zog 1959 nach Kayes (Mali). Habib Koité wuchs mit 17 Geschwistern in einer sehr großen Familie heran, in der der Umgang mit Musik und diversen Instrumenten ganz natürlich war. Von seinem Großvater wird berichtet, dass er die Donso Ngoni meisterhaft beherrschte, ein traditionell von Jägern gespieltes, auch „Buschharfe“ genanntes Instrument. Koité selbst schildert es so, dass die Eltern und Geschwister Gitarre spielten und er sich auch auf diesem Instrument versuchte und es nach und nach selbst zu spielen erlernte. Seine Mutter, die als Griotte auf zahlreichen Festen sang, begleitete er häufig auf der Gitarre.
Ein Onkel bemerkte das außergewöhnliche Talent des Jungen, weshalb er sich stark dafür einsetzte, dass Habib nicht, wie ursprünglich vorgesehen, ein Ingenieursstudium begann, sondern Musik am Institut National des Arts (INA) in Bamako studierte. 1982 schloss er dort sein Studium ab und blieb danach viele Jahre als Gitarrenlehrer an der Hochschule.

## Musikalische Entwicklung
Auf seinem musikalischen Weg hatte Habib Koité schon früh Gelegenheit, mit vielen Größen seines Landes zusammen zu spielen, darunter Toumani Diabaté, Khalilou Traoré (Bruder von Boubacar Traoré) oder auch Kélétigui Diabaté, der bis 2009 zu seiner Gruppe Bamada gehörte.
Mit dieser 1988 gegründeten Gruppe trat Koité zunächst in Clubs auf. 1991 hatte er seinen ersten internationalen Erfolg, als er den ersten Preis des Voxpole Festivals in Perpignan gewann. Er nahm anschließend den Anti-Rauch-Song Cigarette a bana auf, mit dem er in ganz Westafrika populär wurde. Ein weiterer Preis, bei Radio France Internationale, förderte seine internationale Karriere und er konnte eine erste Tournee außerhalb Afrikas unternehmen. 1995 nahm die Gruppe das erste Album, Muso Ko („Frau“), auf, das auf Anhieb in der europäischen Weltmusik-Szene sehr erfolgreich war. Mit dem zweiten, 1998 aufgenommenen Album Ma Ya („Mensch sein“) konnte er sich auch in den USA erfolgreich als Musiker etablieren. Er arbeitete u. a. mit Eric Bibb und Bonnie Raitt zusammen. 2001 folgte das nicht minder erfolgreiche Album Baro (Plauderei). Habib Koité und Bamada waren nun regelmäßig in aller Welt auf Tournee. 2003 entstand aus Mitschnitten dieser Konzerte das Live-Album Foly around the World, gefolgt von dem vorerst letzten Studio-Album Afriki (2007).

## Musikalischer Stil
Viele Musiker aus dem Vielvölkerstaat Mali sind einer bestimmten ethnischen musikalischen Tradition verpflichtet. Im Gegensatz dazu hat Habib Koité sich schon immer für die unterschiedlichsten Stilrichtungen interessiert und diese auch in seine Songs integriert. Hinzu kommen Elemente aus dem Flamenco oder Reggae. Es ist ihm jedoch auch ein Anliegen, vom Aussterben bedrohte musikalische Traditionen zu bewahren. Auf dem Album „Afriki“ bekommt man im Stück Nta Dima traditionelle Hornbläser zu hören, eine Form der Musik, die kaum noch von jungen Männern gespielt wird. Die Musikkritik bezeichnet Habib Koités Stil gerne als einen „hypnotischen Klangteppich“, auf dem sich seine warme Stimme entfalten kann.
Viel Beachtung findet auch Habib Koités virtuoses Gitarrenspiel.

## Musikalische Projekte
Immer wieder hört man von Unruhen in Nord-Mali. Die dortige Tuareg-Bevölkerung fühlt sich benachteiligt und tut sich schwer mit der Idee eines Grenzen setzenden Nationalstaates. Für viele Malier im Süden hingegen sind die Tuareg Banditen und Schmuggler. Mehr als einmal haben solche Konflikte Mali an den Rand eines Bürgerkrieges gebracht. In seinem Song „Fatma“ (1995, auf dem Album „Muso Ko“) lässt Habib Koité einen jungen Mann auf der Suche nach seiner Traumfrau das ganze Land durchstreifen. Im Norden des Landes findet er schließlich die Erträumte: Fatma. Die Idee hinter dem Lied ist: Wir sind ein Land. In diesem Geist entstand schließlich das Projekt Desert Blues, für das sich Habib Koité & Bamada, die Touareg-Gruppe Tartit und Afel Bocoum und seine Gruppe Alkibar für diverse Auftritte zusammentaten. Dieses Projekt motivierte den französischen Filmemacher Michel Jaffrenou 2006 zu dem Film Jusqu'à Tombouctou (deutsch: „Desert Blues“), der auf eine musikalische Reise durch Mali mitnimmt und die drei Desert-Blues-Gruppen porträtiert. Ebenfalls in Zusammenarbeit mit Michel Jaffrenou entstand Kirina, eine Manding-Oper, die im Sommer 2008 in Nizza zur Aufführung kam.

## Diskographie
- 1995: Muso Ko
- 1998: Ma Ya
- 2001: Baro
- 2004: Foly
- 2007: Afriki
- 2012: Brothers in Bamako (mit Eric Bibb)
- 2014: Soô
- 2019: Kharifa